# ナムニュン県
ナムニュン県（ナムニュンけん、ベトナム語：Huyện Nậm Nhùn / 縣南顏?）は、ベトナムライチャウ省の県である。面積は1,390.42 km2、人口は30,700人（2018年）である。

## 行政区画
以下の1市鎮10社を管轄する。
- ナムニュン市鎮（Nậm Nhùn / 南顏）
- フアブム社（Hua Bum）
- レロイ社（Lê Lợi / 黎利）
- ムオンモー社（Mường Mô）
- ナムバン社（Nậm Ban）
- ナムチャ社（Nậm Chà）
- ナムハン社（Nậm Hàng）
- ナムマイン社（Nậm Manh）
- ナムピ社（Nậm Pì）
- プーダオ社（Pú Đao）
- チュンチャイ社（Trung Chải）